# Bertil Arkrans
Nils Bertil Arkrans, född 1942 i Sundsvall, är en svensk skulptör. 
Arkrans studerade vid Idun Lovéns konstskola 1964–65, Konstfackskolan 1965–67 och vid Konstakademien i Stockholm 1967–72.  Hans konst består av findetaljerade träskulpturer, färgstarka figurer och romantiska religiösa landskapsmålningar. 
Han har tilldelats stipendium från bland annat Wilhelm Smith 1969, Ax:son Johnson 1970, Västmanlands läns landstings kulturstipendium 1974, Deverthska kulturstipendiet 1990, Yngve Andréns resestipendium 1997, Tomelilla kulturpris 2009 och statligt arbetsbidrag ett flertal gånger. Han har medverkat i ett stort antal separat- och samlingsutställningar i Europa och USA.
Arkrans är representerad vid Stockholms läns landsting, Kristianstads läns landsting Västmanlands läns landsting, Statens konstråd, Östra Skånes museer, Bygdegårdarnas riksförbund, Lunds konstmuseum, Malmö museum, Experta Investment Bank i Basel, Holstebro museum i Danmark, Jönköpings läns museum, Martigny Community i Schweiz, Ystads tingshus, Gällivare kommun, Sala kommun, Heby kommun samt i ett flertal andra kommuner, landsting och kyrkor.